# Maltosrivier
De Maltosrivier  (Zweeds: Maltosjoki of Málddusjohka) is een beek die stroomt in de Zweedse  gemeente Kiruna. De beek verzorgt onder meer de afwatering van het meer Maltosjärvi, nauwelijks 1 km² groot. De rivier stroomt naar het zuidwesten en levert haar water af aan de Vittangirivier. Ze is circa 15 kilometer lang. Ze stroomt daarbij langs de Ylinen Maltosrova (445 meter) en Alanen  Maltosrova heen.
Afwatering: Maltosrivier → Vittangirivier → Torne → Botnische Golf